# Gynoplistia aurantiocincta
Gynoplistia aurantiocincta är en tvåvingeart som beskrevs av Alexander 1930. Gynoplistia aurantiocincta ingår i släktet Gynoplistia och familjen småharkrankar. Inga underarter finns listade i Catalogue of Life.